# Klaus Johann Grobe
Klaus Johann Grobe ist eine Schweizer Popband aus Zürich und Basel, die 2011 gegründet wurde.

## Geschichte
Die Band wurde 2011 mit dem Fantasienamen Klaus Johann Grobe gegründet. Ihre Debüt-EP veröffentlichten sie im Eigenvertrieb Ende 2011. Salvation Records in Liverpool kaufte 2012 die restlichen Exemplare vollständig auf und veröffentlichte diese ein weiteres Mal. Das führte Klaus Johann Grobe nach Großbritannien, wo sie am 27. September 2013 beim Liverpool International Festival of Psychedelia spielten. Aus den folgenden Angeboten mehrerer Labels entschied sich die Band für das 2009 gegründete US-amerikanische Label Trouble In Mind Records aus Chicago. Hierüber wurde im Februar 2014 die Single Traumhaft veröffentlicht, gefolgt vom Debütalbum Im Sinne der Zeit am 29. April 2014.
2014 tourten sie die zweite Jahreshälfte durch die Schweiz, die Niederlande, Deutschland, Dänemark und Großbritannien. Am 26. September 2014 spielten sie erneut auf dem Liverpool International Festival of Psychedelia. Ende 2014 waren sie in Deutschland Toursupport für die US-amerikanische Garage-Rock The Growlers und Support für die britische Rockband Temples bei ihrer Dezembertour durch Großbritannien.
Das Jahr 2015 begann mit einer großen Tour durch Großbritannien, die Niederlande, Luxemburg, Deutschland, die Schweiz, Frankreich und Spanien. Dabei spielten sie unter anderem beim Maifeld Derby, Eurosonic, The Great Escape, Eindhoven Psych Lab, Paleo Festival und Zaragoza Psychfest. Am 24. Mai 2015 spielten beim 2. Way Back When Festival in Dortmund. Am 21. Juli 2015 spielten sie beim 40. Paléo Festival Nyon in Nyon, Schweiz. Für den 29. April 2016 war ein Auftritt beim Levitation Festival in Austin, Texas geplant, doch das Festival wurde wegen schlechten Wetters abgesagt. Das zweite Album Spagat der Liebe ist am 6. Mai 2016 über Trouble In Mind/Cargo Records erschienen. Im Juli 2016 ging Klaus Johann Grobe auf die erste Tour durch die Vereinigten Staaten. Im Juli 2016 besuchten sie die Vereinigten Staaten zum zweiten Mal, jetzt als Support von Unknown Mortal Orchestra. 
Am 19. Juli 2018 veröffentlichten Klaus Johann Grobe Discogedanken, die erste Single von ihrem dritten Studioalbum Du bist so symmetrisch. Der Radiosender ByteFM beschrieb den Song als einen „windschiefen Disco-Entwurf“. Du bist so symmetrisch erscheint am 26. Oktober 2018. 
Das Duo wird bei Liveauftritten von dem Bassisten Stephan Brunner und Ernst David Hangartner sowie Andrew Wolfensberger am Keyboard und Cowbell verstärkt.

## Diskografie
Alben
- 2014: Im Sinne der Zeit
- 2016: Spagat der Liebe
- 2018: Du bist so symmetrisch
- 2024: Io Tu il Loro

EP
- 2011: EP

Singles
- 2013: Traumhaft
- 2015: Baby lass uns sein
- 2018: Discogedanken
- 2019: Downtown